# Labastide-d’Anjou
Labastide-d’Anjou (okzitanisch: La Bastida d’Anjau) ist eine Gemeinde mit 1.261 Einwohnern (Stand: 1. Januar 2022) im Westen des Départements Aude in der südfranzösischen Region Okzitanien (vor 2016: Languedoc-Roussillon). Die Gemeinde gehört zum Arrondissement Carcassonne und zum Kanton Le Bassin Chaurien. Die Einwohner werden Labastidiens genannt.

## Lage
Labastide-d’Anjou liegt etwa 39 Kilometer westnordwestlich von Carcassonne am Fresquel. Im Südwesten fließt der Canal du Midi. Umgeben wird Labastide-d’Anjou von den Nachbargemeinden Montferrand im Westen und Norden, Airoux im Nordosten, Ricaud im Osten, Mas-Saintes-Puelles im Südosten und Süden sowie Baraigne im Südwesten.
Durch den Südwesten führt die Autoroute A61.

## Geschichte
Die Bastide wurde 1373 von Herzog Ludwig I. von Anjou gegründet.

## Bevölkerungsentwicklung
| Jahr                       | 1962 | 1968 | 1975 | 1982 | 1990 | 1999 | 2006 | 2019 |
| Einwohner                  | 739  | 766  | 747  | 825  | 797  | 889  | 862  | 1284 |
| Quellen: Cassini und INSEE |      |      |      |      |      |      |      |      |

## Sehenswürdigkeiten
- Genurts-Kirche (Église de la Nativité)

## Persönlichkeiten
- Jean-Pierre Rivalz (um 1625–1706), Maler und Architekt, hier geboren